# Rumley Township (Ohio)
Rumley Township és una de les quinze municipalitats que componen el Comtat de Harrison, a l'estat d'Ohio. Segons el cens del 2000, al poble hi trobem 1.575 persones, de les quals 791 viuen en parts no incorporades al municipi.
El poble de Jewett es troba al sud de Rumley Township, i el llogaret de New Rumley es troba al centre del municipi.